# Az-Zâhir Sayf ad-Dîn Jaqmaq
Pour les articles homonymes, voir Az-Zahir et Sayf ad-Dîn.
Az-Zâhir Sayf ad-Dîn Jaqmaq (1373-1453), Jaqmaq ou Tchakmak est un sultan mamelouk burjite qui règne en Égypte de 1438 à 1453.

## Biographie

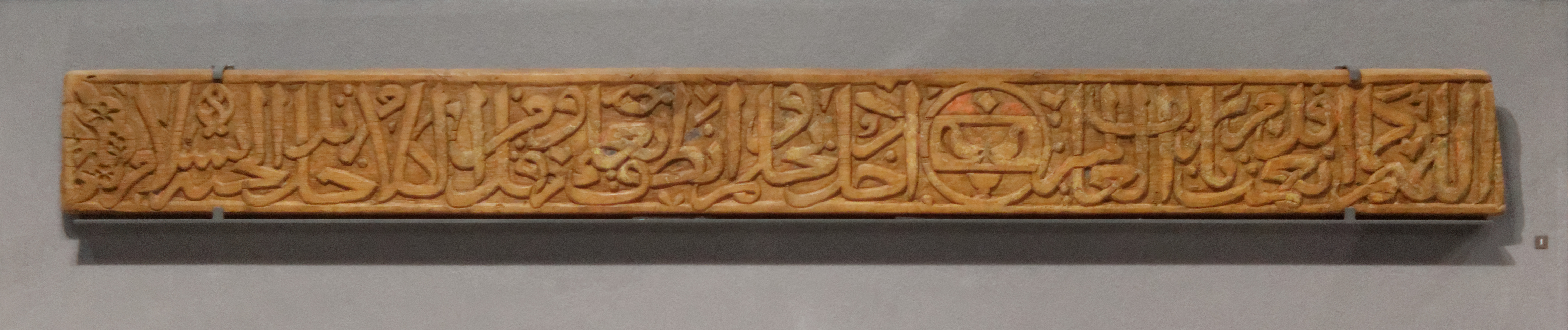
Frise au blason du sultan Jaqmaq.

En 1438,  le sultan Barsbay décède et laisse le trône à son fils Yûsuf qui n’a que quinze ans. L’atabeg Jaqmaq  organise un complot par lequel il évince Yûsuf et obtient des émirs qu’il soit désigné comme sultan. Il a soixante-cinq ans.
Jaqmaq est un ancien mamelouk acheté par Barquq. Il gravit tous les échelons de la hiérarchie pour finir atabeg pendant le règne de Barsbay. Après avoir déposé Yûsuf, l'héritier du trône, il se heurte à un rival nommé Korkmas. Jaqmaq fait distribuer de l'or aussi bien à ses partisans qu'à ceux de Korkmas, ce dernier se retrouve abandonné de tous. Jaqmaq le fait arrêter et exécuter.
Jaqmaq doit faire face à la fronde des émirs de Syrie. Les gouverneurs de Damas et d'Alep se rallient à Yûsuf qui est parvenu à s'échapper du Caire. Yûsuf est repris et Jaqmaq l'exile à Alexandrie. Jaqmaq doit cependaznt combattre contre les deux émirs révoltés. Ils sont vaincus, et torturés.
Jaqmaq doit aussi faire face à la piraterie venue des îles chrétiennes Chypre et de Rhodes. En 1439, Jaqmaq lance une expédition contre ces deux îles mais sans grand succès. Un deuxième échec en 1442, l'incite à faire construire une flotte capable de mener un véritable assaut contre Rhodes. En juillet 1444, cette flotte part d'Égypte. Les villages sont détruits mais la forteresse résiste jusqu'à l'automne. Le commandant de la flotte finit par abandonner le siège. Les Hospitaliers semblent invincibles dans leur île. Après cet échec Jaqmaq va demeurer en paix avec ses voisins. Shah Rukh, fils et successeur de Tamerlan, au Khorasan envoie une ambassade au Caire. Il demande à Jaqmaq l'autorisation de fournir le voile (kiswa) de la Kaaba. Jaqmaq refuse puis accepte cette offre malgré l'opposition de l'opinion. Lorsque la veuve de Tamerlan arrive au Caire avec ce voile elle est reçue par des jets de pierres. Jaqmaq réprime cette révolte et permet à la veuve de Tamerlan de se rendre à La Mecque, mais le voile qu'elle a apporté ne recouvre la Kaaba qu'un seul jour.
Pendant cette période le véritable danger pour les Mamelouk c'est l'empire ottoman. En 1402, les ottomans ont été balayés par Tamerlan et le sultan Bayezid Ier fait prisonnier. Le retrait de Tamerlan hors d'Anatolie a permis à l'empire ottoman de se relever. Le 10 novembre 1444, le sultan ottoman Murad II bat la « dernière grande croisade »  menée par le voïvode de Transylvanie Jean Hunyadi et son suzerain le roi de Pologne et roi de Hongrie Ladislas à la bataille de Varna. Cette victoire donne à Murad II un grand prestige dans tout le monde musulman.
En Anatolie le sultan du beylicat de Dulkadir, jusque-là vassal des Mamelouks, fait une alliance avec les ottomans, sa fille épouse le sultan ottoman Mehmed II Fatih,.
En 1453, Jaqmaq, âgé de quatre-vingt ans, décède après avoir désigné son fils `Uthman comme successeur. Ses funérailles sont l'occasion de manifestations de deuil populaire.